# Прва непријатељска офанзива
Прва непријатељска офанзива (немачки назив операција Ужице) је назив за операције које су немачке окупационе снаге у сарадњи са квислиншким усташко-домобранским и четничким одредима Косте Пећанца покренуле против партизанских одреда и Врховног штаба НОПОЈ, организованих на слободној територији тзв. Ужичке републике. Офанзива је покренута средином септембра и трајала је до почетка децембра 1941. године.

## Образовање слободне територије око Ужица
Оружани устанак у Србији у лето 1941. године достигао је широке размере, посебно у Шумадији, где је дејствовало дванаест партизанских одреда са преко 15.000 добро наоружаних бораца. До краја септембра 1941, сва су већа места у западној Србији била ослобођена, сем Крагујевца, Ваљева, Краљева и Шапца. На ослобођеној територији изабрани су Народноослободилачки одбори и Главни НОО Србије, као израз народне власти. У слободном Ужицу било је и седиште Врховног штаба НОПОЈ и ту је радила прва партизанска фабрика оружја.
Партизански одреди у источној Србији угрозили су несметану експлоатацију рудника бакра, важног за немачку ратну индустрију. Мање слободне територије формиране су и на југу Србије, где су партизани ометали саобраћај комуникацијама у долини Јужне Мораве.
Покушаји Немаца да тзв. посадним дивизијама и осталим расположивим снагама у току лета угуше устанак у Србији нису дали резултата, као ни оружане акције квислиншке Недићеве владе против партизанских снага. Партизанска повећана активност све је више ометала комуникације Немаца са југом Балкана, а посебно са Грчком.

## Немачке припреме за офанзиву
Како би осигурала несметан саобраћај и угушила активност партизанских јединица, немачка Врховна команда Вермахта је 16. септембра донела одлуку да безобзирно угуши устанак. Немачке и квислиншке снаге Милана Недића, Димитрија Љотића и Косте Пећанца појачане су 342. немачком дивизијом доведеном из Француске, 113. дивизијом са Источног фронта и 125. Пуком 164. дивизије из Грчке.
У офанзиви су учествовале и усташко-домобранске снаге са деловима 718. немачке дивизије са задатком да поседањем Дрине од Зворника до ушћа онемогуће пребацивање партизана из Србије у Босну. Укупна јачина непријатељских војника била је око 80.000 војника. Руковођење операцијама поверено је штабу 18. немачког корпуса на челу са генералом Францом Бемеом.
Према наређењу немачке Врховне команде, прво је масовним репресалијама требало створити „застрашујући пример“ како би се убудуће онемогућила устаничка активност. Сва насеља у рејону борби требало је спалити или разрушити авијацијом, за сваког рањеног немачког војника стрељати 50, а за убијеног 100 Срба и похватати све мушко становништво од 16 до 50 година и отпремити га у концентрационе логоре.

## Прва фаза офанзиве
У првој фази офанзиве, која је почела нападом 342. дивизије на Мачвански партизански одред 28. септембра и трајала до 20. новембра, Немци и квислинзи успели су да потисну партизанске одреде, који су оперисали северно и источно од линије Лозница, Ваљево, Крагујевац, Краљево. Нарочито тешке борбе вођене су у Мачви на друму Ваљево-Лозница, код Обреновца, Рудника, Крагујевца и Краљева.
У току ових борби немачке јединице починиле су многе злочине. Тако су у Мачви јединице 342. дивизије, према немачким подацима, стрељале 1.968, у логоре отерале 22.558 људи, те спалиле већи број села и варошицу Крупањ. Посебно тежак злочин Немци су извршили у Крагујевцу, где су 20. и 21. октобра стрељали 7.000 грађана, међу којима више стотина ђака гимназије заједно са професорима. Истог дана у Краљеву су стрељали 2.000 људи.
Немачке и квислиншке снаге које су оперисале у источној Србији разбиле су и нанеле тешке губитке партизанским јединицама, те поново осигурале несметану експлоатацију борских рудника. Партизанске снаге које су преостале, и даље су биле изложене тешким нападима непријатеља.
За то време, четнички одреди Драже Михаиловића припремали су се на сарадњу са окупатором против партизана. По наређењу избегличке владе у Лондону, главни циљ Драже Михаиловића била је борба против партизанских снага предвођених комунистима, како би после рата тиме обезбедио сигуран повратак владе краља Петра на власт у Југославији. Врховни штаб је покушао да са Михаиловићем постигне договор о заједничком наступању против непријатеља, али је овај, користећи се дволичном политичком игром, избегавао директан договор.
Сматрајући да је немачка офанзива погодан тренутак да се једном заувек униште партизани, Михаиловић је 1.новембра наредио четничким одредима да нападну партизане и Врховни штаб у Ужицу. Партизански одреди су победили четнике на Трешњици и опколили штаб Драже Михаиловића на Равној гори. Међутим, на Михаиловићеву молбу, Врховни штаб је обуставио партизанске акције против четника, како би се спречила даља братоубилачка борба.
Ипак, неколико дана касније у селу Дивци код Ваљева, Михаиловић је 13. новембра потписао споразум са Немцима о заједничкој борби против партизана и као доказ своје верности предао им 350 заробљених партизана, које су ови стрељали.

## Друга фаза и крај офанзиве
Пошто су операцијама успели да смање партизанску територију и пошто им је у помоћ пристигла 113. Дивизија, Немци су покренули другу фазу офанзиве. Њихове снаге почеле су да надиру од Љубовије, Ваљева, Крагујевца и Крушевца концентрично према Ужицу.
Под ударом надмоћнијих непријатељских снага, партизански одреди су по наредби Врховног штаба почели да се повлаче према Санџаку, пружајући тежак отпор, нарочито код Љубовије, Косјерића, Горњег Милановца, Чачка и на Кадињачи, где је 29. новембра у одбрани Ужица изгинуо цео Раднички батаљон Ужичког НОП одреда.
До 1. децембра Немци су заузели Чачак, Ужичку Пожегу и Ужице, те овладали преосталим деловима ослобођене територије. У Србији су остале мање партизанске снаге, које су уз помоћ снага из Санџака до зиме 1942. године водиле тешке борбе и с временом биле разбијене.

## Последице
Прва непријатељска офанзива зауставила је развој устанка у Србији онда када је он почео да се све више развија. Успеху непријатељских снага допринели су четници Драже Михаиловића, који су сарадњом олакшали Немцима да овладају ослобођеном територијом, поколебали један део народа и ослабили његову вољу за борбу против окупатора.